# Sieuw Ramsukul
Sieuwkoemar (Sieuw) Ramsukul is een Surinaams overheidsfunctionaris en politicus. Hij was sinds december 2023 directeur van het ministerie van Grondbeleid en Bosbeheer (GBB) en trad een jaar later aan als onderminister van dit ministerie.

## Biografie
Sieuw Ramsukul studeerde af als Master of Business Administration (MBA) en is sinds 2013 een door MI-GLIS erkend vastgoedtaxateur. Hij is een aanhanger van het hindoeïsme en rond 2023 voorzitter van de Shri Satyanarain Mandir in Clevia in het noorden van Paramaribo.
Hij was adviseur van president Chan Santokhi toen hij in juni 2022 de leiding kreeg over de nieuw geïnstalleerde werkgroep Grondzaken Nickerie. De uitgifte van gronden was in deze jaren problematisch, zoals te lange wachttijden bij aanvragen en onregelmatigheden waardoor er tegen het ministerie veel rechtszaken werden aangespannen. Een jaar eerder had dat al geleid tot druk op minister Diana Pokie van GBB om op te stappen, waarna Dinotha Vorswijk het roer op het ministerie overnam. In december 2022 werd hij voorzitter van het door de president geïnstalleerde Meldpunt Grondproblemen. Hij introduceerde een app waar benadeelde personen zich kunnen registreren. Rond 2023 werd hij lid van het Kabinet van de President.
Op 15 december 2023 werd Ramsukul benoemd tot directeur Algemeen Beheer bij GBB. Hij werkte vanuit de locatie van de Grondconversie Unit met eigen personeel en vervoersmiddelen en richtte zich grotendeels op grondvraagstukken. Er was kritiek dat hij dit vanuit een afzonderlijke locatie uitvoerde. Naar zijn opgaaf was dit nodig omdat een deel van de zevenduizend stukken die hij naar minister Vorswijk had doorgestuurd in lades van ambtenaren was verdwenen nadat zij deze naar de afdelingen had doorgestuurd. Door vanuit een afzonderlijke locatie te werken zou er meer zicht op de stukken blijven. Volgens Ramsukul, in september 2024, zou er een kartel op het ministerie actief zijn dat geld van burgers vraagt om grondzaken te regelen. Om dit tegen te gaan is toen begonnen aan het digitaliseren van documenten.
Op 1 december 2024 werd hij beëdigd als onderminister van GBB. Dinotha Vorswijk blijft aan als minister.